# Kościół św. Stanisława Biskupa Męczennika i św. Barbary Męczennicy w Szyku
Kościół św. Stanisława Biskupa i Męczennika i św. Barbary Męczennicy – zabytkowa świątynia rzymskokatolicka w miejscowości Szyk, w powiecie limanowskim, będąca kościołem parafialnym parafii pw. św. Stanisława Biskupa i św. Barbary.
Kościół znajduje się na Małopolskim Szlaku Architektury Drewnianej.

## Historia
Parafia w Szyku ufundowana została w I połowie XIV wieku przez ród Lasockich – ówczesnych właścicieli wsi. Obecny kościół wzniesiono w 1633 r. z wykorzystaniem fragmentów starszej świątyni z I połowy XVI w.,. Kościół został poświęcony w 1634 r.
Kościół kilkakrotnie przechodził remonty, z czego najpoważniejsze były te w 1751, w II połowie XIX wieku oraz w latach 90. XX wieku.

## Architektura
Kościół w Szyku to przykład późnogotyckiej architektury drewnianej. Zbudowany został w konstrukcji zrębowej. Przylega do niego wieża konstrukcji słupowej. Jest to świątynia jednonawowa, z wielobocznie zamkniętym prezbiterium, do którego przylega niewielka zakrystia.
Nawę i prezbiterium przykrywa dach jednokalenicowy, siodłowy, oparty na więźbie storczykowej w typie gotyckim. Nad nim znajduje się barokowa wieżyczka na sygnaturkę.
Po zachodniej stronie znajduje się izbicowa wieża o pochyłych ścianach, luźno związana z korpusem, nakryta daszkiem namiotowym. W jej dolnej części znajdują się dwa wejścia z nadprożami w kształcie tzw. oślich grzbietów.
Zarówno dach, jak i ściany boczne oraz większość detali architektonicznych przykryta jest dwubarwnym gontem.

## Wnętrze
Wnętrze kościoła nakryte jest stropami płaskimi z zaskrzynieniami w nawie.
Zdobiąca je polichromia została wykonana w II połowie XIX wieku. W prezbiterium odsłonięte pozostawiono fragmenty starszych renesansowych malowideł, pochodzących z XVI wieku. Największe fragmenty przedstawiają sceny Wniebowzięcia oraz sceny z życia św. Stanisława Biskupa.

### Ołtarze
Ołtarz głównyutrzymany w ciemnych barwach i złocony. Wykonany został w II połowie XVIII wieku, w stylu późnobarokowym. Znajduje się w nim namalowany na początku XVI wieku na desce obraz Matka Boża z Dzieciątkiem, którego autorstwo przypisuje się Stanisławowi Samostrzelnikowi, część historyków sztuki przypisuje go anonimowemu artyście, zwanemu też Mistrzem z Szyku. Obraz przesłaniany jest przez wizerunek patronki kościoła – św. Barbary. W górnej części ołtarza znajduje się rzadkie przedstawienie Boga Ojca z martwym Chrystusem na ręku, tzw. Pietas Domini. Obraz prawdopodobnie był częścią tryptyku.
Ołtarze bocznerokokowe, bogato zdobione i pozłacane
- ołtarz z obrazem św. Józefa i wizerunkiem św. Kingi w części górnej
- ołtarz z obrazami św. Stanisława i św. Wojciecha (wymienne) oraz św. Apolonii w zwieńczeniu.

### Wyposażenie kościoła
Niedaleko ołtarza głównego znajduje się obraz przedstawiający św. Wawrzyńca, poniżej którego umieszczono siedem popiersi różnych świętych. Obraz ten jest częścią późnogotyckiego tryptyku, datowanego na ok. 1520 rok. Z drugiej jego strony umieszczono obrazy Pojmanie Chrystusa  i Ukrzyżowanie.
W kościele znajdują się również inne zabytkowe elementy wyposażenia, w tym:
- kamienna chrzcielnica z 1585, ozdobiona herbem Półkozic[9],
- barokowy obraz Św. Jan Nepomucen z 1726,
- późnobarokowy kielich mszalny z 1753[7],
- XVIII-wieczne ornaty[7],
- dzwon z 1765[7].